# Tupolev Tu-126

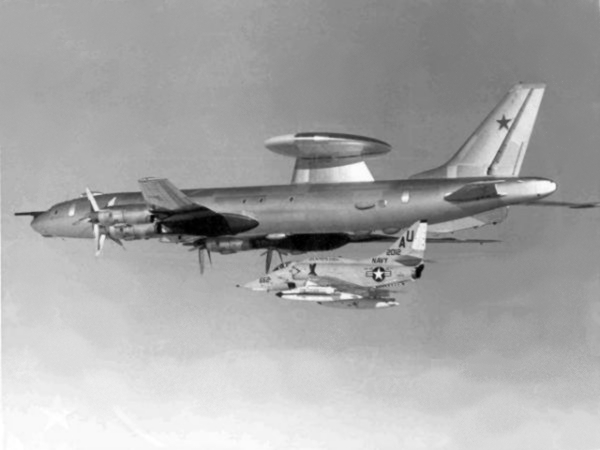
Un Tu-126 intercettato e scortato da un Douglas A-4E Skyhawk della U.S. Navy sul mar Mediterraneo nel 1973.

Il Tupolev Tu-126 (in cirillico Туполев Ту-126, nome in codice NATO Moss) era un quadrimotore AWACS con ala a freccia progettato dall'OKB 156 diretto da Andrej Nikolaevič Tupolev e sviluppato in Unione Sovietica dagli anni sessanta.
Derivato direttamente dal Tupolev Tu-114, è stato uno dei primi aerei AWACS ad essere impiegato operativamente rimanendo in servizio fino al 1984, anno in cui è stato sostituito dal più recente Beriev A-50.

## Storia

### Sviluppo
L'ufficio tecnico diretto da Tupolev venne incaricato, in base ad una specifica del giugno del 1958, di sviluppare un aereo AWACS. Venne subito deciso che il velivolo sarebbe derivato dal Tu-95, ma per risolvere i problemi posti dal sistema di raffreddamento e dallo spazio da destinare agli operatori (rivelatosi troppo esiguo), fu dapprima progettato l'utilizzo della fusoliera del Tu-116 e poi, nella veste definitiva, si optò per quella più ampia del Tu-114.
Il nuovo aereo fu portato in volo per la prima volta il 23 gennaio 1962. In ambito NATO venne identificato per la prima volta nel 1968, mentre la data d'entrata in servizio risulta essere il 1971.

### Impiego operativo
Impiegato dall'aviazione sovietica prevalentemente in supporto alle basi radar a terra, poteva svolgere anche compiti di guerra elettronica.
Secondo stime occidentali, ne furono realizzati circa dodici esemplari, probabilmente, mediante la conversione di velivoli Tu-114 civili.
Nel 1984 venne ritirato dal servizio l'ultimo esemplare. È stato sostituito dal Beriev A-50.
Il Tu-126 venne anche utilizzato anche dall'India, che ne ricevette un esemplare in leasing. Questo venne impiegato con successo durante le guerre contro il Pakistan.

## Descrizione tecnica
Monoplano quadrimotore, presentava ali con freccia di 35°. Come già nel Tu-95 i motori erano quattro turboeliche Kuznetsov NK-12MV di potenza pari a circa 15 000 shp e, per poter garantire la lunga durata delle missioni di sorveglianza, venne dotato di un sistema fisso per il rifornimento in volo. Non era installato armamento difensivo.
Le prestazioni in volo del Tu-126, rispetto al progenitore Tu-95, risultarono condizionate dalla presenza del radome dorsale contenente gli strumenti di rilevazione.
In merito all'apparato radar, le richieste iniziali prevedevano la capacità di individuare alla distanza di 100 km bersagli equivalenti al MiG-17, alla distanza di 200 km bersagli della classe dell'Ilyushin Il-28, mentre a 300 km avrebbe dovuto essere individuabile un bersaglio delle dimensioni del Myasishchev M-4.
In ambienti occidentali vennero espresse perplessità sull'effettiva possibilità di ottenere tali prestazioni, soprattutto in considerazione del disturbo provocato dalle coppie di eliche controrotanti che equipaggiavano i grossi motori. In particolare si riteneva che il "Moss" non sarebbe stato in grado di individuare missili da crociera oppure aerei in volo a bassa quota; al contrario l'equipaggiamento per le operazioni di radar jamming era considerato piuttosto avanzato.

## Paesi utilizzatori
India
- Bhāratīya Vāyu Senā

un esemplare in leasing, utilizzato nel corso delle guerre contro il Pakistan.
 Unione Sovietica
- Sovetskie Voenno-vozdušnye sily

una dozzina di esemplari tra il 1971 ed il 1984.

## Velivoli comparabili
Stati Uniti
- EC-121 Warning Star
- Boeing E-3 Sentry